# Aeroportul Municipal Centralia
Aeroportul Municipal Centralia (IATA: ENL, ICAO: KENL, FAA LID: ENL) este un aeroport din Centralia⁠(d), Comitatul Clinton, Illinois, Illinois, Statele Unite ale Americii. Aeroportul a fost tranzitat în 2019 de 8 pasageri.
Situat la o altitudine de 163 m, aeroportul dispune de 2 piste.

## Infrastructură

### Piste
Aeroportul dispune de 2 piste. Pista 09/27 are suprafața de asfalt și dimensiunile 3.300 picioare × 60 picioare. Pista 18/36 are suprafața de asfalt și dimensiunile 5.001 picioare × 75 picioare. 